# Johann Rudolf Sulzer (Politiker, 1749)

Joh. Rudolf Sulzer (1826)

Johann Rudolf Sulzer (französisch Jeannot Sulzer; * 1749 in Murten, heimatberechtigt in Winterthur; † 28. März 1828 ebenda) war ein Schweizer Politiker, Unternehmer und Schriftsteller. Seit der Zeit der Helvetik forderte er eine der wirtschaftlichen und kulturellen Bedeutung Winterthurs angemessene politische Stellung der Stadt im Kanton Zürich. Sulzer verfocht eine politische Privilegierung von Besitz und Bildung.

## Leben
Johann Rudolf Sulzer war der Sohn des Winterthurer reformierten Theologen und Rektors Melchior Sulzer. Er heiratete 1783 Regina Daller von Bischofszell. Sulzer wurde 1769 Theologe und arbeitete danach Hauslehrer in Frankreich. In Winterthur nahm er 1774 eine pädagogische und publizistische Tätigkeit auf. Nachdem er von 1798 bis 1799 als Kaufmann im lombardischen Bergamo arbeitete, begründete er als Teilhaber der «Hardgesellschaft Winterthur» die mechanischen Spinnerei Hard in Wülflingen. Die erste wassergetriebene Spinnfabrik gilt als älteste Fabrikanlage der Schweiz und wurde «ein wichtiger Ausgangspunkt der industriellen Revolution in der Schweiz».
Sulzer war von 1801 bis zu seinem Tod Mitglied der Munizipalität sowie des Stadtrats von Winterthur. Von 1804 bis 1805 und von 1821 bis 1823 wirkte er als Stadtpräsident. Er war der erste Präsident, der als Oberhaupt einer mehrköpfigen Exekutive gewählt wurde. Von 1802 bis 1803 vertrat er seine Heimatstadt an der Consulta in Paris. Mit dem Ende der Helvetischen Republik war er bis 1804 Präsident der helvetischen Liquidationskommission und anschliessend bis 1814 Mitglied der Vollzugskommission über die helvetische Schuld, die dem Landammann der Schweiz beigegeben war. Von 1801 bis zu seinem Tod war er zudem Grossrat des Kantons Zürich.
Johann Rudolf Sulzer starb am 28. März 1828 in seiner Heimatstadt Winterthur.

## Veröffentlichungen (Auswahl)
Verfasser:
- mit Johann Jacob Hottinger: Brelocken an’s Allerlei der Gross- und Kleinmänner. Dyck, Leipzig 1778. Nachdruck: Hansebooks, Norderstedt 2016.
- Mädchenwerth und Mädchenglück. 2 Bände. Winterthur 1791 und 1796.
- Carl Delile. Ein Handbuch für junge Knaben Winterthur 1794.
- Modèle des jeunes gens à l'usage des novices dans la langue française. Henri Steiner, 1802.
- Familien-Papiere. Ein Roman und keiner. Winterthur, 1816

Herausgeber:
- Arrêté définitif de la Commission de liquidation de la Suisse. 1804.

## Belege
1. 1 2 3 4  Meinrad Suter: Johann Rudolf Sulzer. In: Historisches Lexikon der Schweiz. (Stand: 23. Juli 2012)
2. ↑  Spinnerei Hard im Winterthur Glossar. (Stand: 25. Februar 2022)

| Personendaten    | Personendaten                                         |
| ---------------- | ----------------------------------------------------- |
| NAME             | Sulzer, Johann Rudolf                                 |
| ALTERNATIVNAMEN  | Sulzer, Johann Rudolph; Sulzer, Jeannot (französisch) |
| KURZBESCHREIBUNG | Schweizer Politiker, Unternehmer und Schriftsteller   |
| GEBURTSDATUM     | 1749                                                  |
| GEBURTSORT       | Murten, Schweiz                                       |
| STERBEDATUM      | 28. März 1828                                         |
| STERBEORT        | Winterthur, Schweiz                                   |